# 林文伯
林文伯（1951年12月1日—），生於台灣基隆，企業家，現為矽品精密工業董事長。曾任全樊董事長、京元電子董事。在事業經營外，其圍棋擁有業餘八段實力，並長期贊助台灣圍棋運動。除圍棋外，他也擅長橋牌。

## 生平
其父林鐘隸，在基隆經營魚粉進口，由日本進口魚粉到台灣，作為養殖業所需的飼料來販售。
1969年，林文伯進入交通大學電子物理系，1973年，畢業，取得學士學位。在學期間，以圍棋實力獲得讚賞。1967年，升段，獲林海峰進行指導棋。1974年，中國圍棋會與台灣新生報合辦首屆台灣圍棋名人賽，林文伯獲得首屆冠軍。此外，他也獲得由大華晚報主辦第三屆台灣全國圍棋冠軍賽的冠軍。
1977年，林文伯放棄成為職業棋士，改而從商。以圍棋比賽獲得獎金，成立愛發公司，代理國外精密儀器進口。
1984年，林文伯父親經營的家族企業，因為日商中止代理權，需要轉型。經過林文伯同學宣明智的居中介紹，與菱生精密公司的蔡祺文合作，共同創辦矽品精密工業公司，進入半導體封測產業。
林文伯與蔡祺文合作管理矽品，蔡祺文負責產品生產，林文伯負責經營與企業財務。林文伯以轉投資方式，陸續投資矽格、京元電、全懋、南茂、泰林等封測廠，形成虛擬集團，使矽品成為全球第三大封測廠。
1997年，林文伯捐助成立海峰文教基金會，以推廣圍棋。2008年該基金會併入培生文教基金會，並在該基金會下成立海峰棋院，其後該棋院舉辦了許多職業圍棋賽事。
2005年7月11日，其父林鐘隸過世。

## 家庭
林文伯有一女一子，長女林依俐，么子林依弘。
其女林依俐，於2004年創辦漫畫雜誌《挑戰者月刊》。
其子林依弘在日本索尼公司從事電子遊戲研究，其妻為林海峰女兒林芳美，兩人於2005年結婚。
林文伯弟弟林文進，自幼患有唐氏症而難以融入當時社會。林文伯成立矽品後，以林文進名義捐出矽品股票成立培生文教基金會，用於幫助智能障礙者文教活動、推展特殊教育。1995年林文進去世，所有財產捐予培生文教基金會。